# 1469 Linzia
1469 Linzia је астероид главног астероидног појаса са пречником од приближно 58,99 .
Афел астероида је на удаљености од 3,342 астрономских јединица (АЈ) од Сунца, а перихел на 2,903 АЈ.
Ексцентрицитет орбите износи 0,070, инклинација (нагиб) орбите у односу на раван еклиптике 13,389 степени, а орбитални период износи 2015,880 дана (5,519 година).
Апсолутна магнитуда астероида је 9,60 а геометријски албедо 0,073.
Астероид је откривен 19. августа 1938. године.